# Ghanzi
Ne doit pas être confondu avec Ghanzi (sous-district du Botswana) ou District de Ghanzi.
Ghanzi est une ville, centre administratif du district de Ghanzi, au Botswana.

## Toponymie
Ghanzi est aussi appelée Gantsi, un toponyme plus en concordance avec la langue nationale du Botswana, le setswana, Ghansi et Gantsi. La ville est aussi nommée la « capitale du Kalahari ». 

## Géographie

### Situation
Ghanzi est située dans le désert du Kalahari, à 546 km au nord-ouest de Gaborone et à 66 km de la frontière de la Namibie. 

### Démographie
Lors du recensement de 2011, la population de Ghanzi s'élevait à 14 809 habitants.

## Économie
Ghanzi est une communauté principalement agricole qui fournit au pays la majeure partie de sa production en viande.

## Personnalités liées à la ville
- Coex'ae Qgam (1934-2008), artiste et lithographe, y est née et morte.